# Gardner R. Withrow

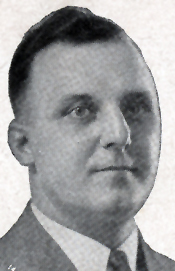
Gardner R. Withrow

Gardner Robert Withrow (* 5. Oktober 1892 in La Crosse, Wisconsin; † 23. September 1964 ebenda) war ein US-amerikanischer Politiker. Zwischen 1933 und 1939 sowie nochmals von 1949 bis 1961 vertrat er den Bundesstaat Wisconsin im US-Repräsentantenhaus.

## Werdegang
Gardner Withrow besuchte die öffentlichen Schulen seiner Heimat und arbeitete danach zwischen 1912 und 1931 als Heizer und Schaffner für die Eisenbahn. Politisch war er Mitglied der Republikanischen Partei. Zwischen 1926 und 1927 saß er als Abgeordneter in der Wisconsin State Assembly. Von 1928 bis 1931 war er Staatsbeauftragter für das Eisenbahnwesen. Bei den Kongresswahlen des Jahres 1930 wurde er im dritten Wahlbezirk von Wisconsin in das US-Repräsentantenhaus in Washington, D.C. gewählt, wo er am 4. März 1931 die Nachfolge von John M. Nelson antrat. Nach drei Wiederwahlen konnte er bis zum 3. Januar 1939 vier Legislaturperioden im Kongress absolvieren. Seit 1935 vertrat er dort die kurzlebige Wisconsin Progressive Party. Während seiner Zeit im Repräsentantenhaus wurden dort viele der New-Deal-Gesetze verabschiedet. Im Jahr 1933 traten der 20. und der 21. Verfassungszusatz in Kraft.
In den Jahren 1938, 1940 und 1942 bewarb sich Withrow erfolglos um den Verbleib bzw. seine Rückkehr in den Kongress. Zwischenzeitlich bekleidete er wieder seine alte Funktion als Staatsbeauftragter für das Eisenbahnwesen. Politisch kehrte er zur Republikanischen Partei zurück, als deren Kandidat er 1948 erneut im dritten Distrikt von Wisconsin in das US-Repräsentantenhaus gewählt wurde. Dort löste er am 3. Januar 1949 William H. Stevenson ab. Nach fünf Wiederwahlen konnte er bis zum 3. Januar 1961 sechs weitere Legislaturperioden im Kongress verbringen. In diese Zeit fielen unter anderem der Koreakrieg und der Beginn der Bürgerrechtsbewegung.
Im Jahr 1960 verzichtete Gardner Withrow auf eine weitere Kandidatur. Nach dem Ablauf seiner letzten Legislaturperiode zog er sich in den Ruhestand zurück. Er starb am 23. September 1964 in seinem Geburtsort La Crosse.